# Caesars Palace (versenypálya)
A Las Vegas-i versenypálya egy parkolón vezetett keresztül, a Caesars Palace kaszinó mellett. 1981-ben és 1982-ben ezen a pályán rendezték meg a Formula–1 Las Vegas-i nagydíjat. Az első versenyt Alan Jones, a másodikat Michele Alboreto nyerte meg.